# Vidas Bandidas
Vidas Bandidas é uma minissérie brasileira produzida pelo Disney+ em parceria com a Intro Pictures. Sob a direção geral de Gustavo Bonafé conta com roteiro do diretor em parceria com Rubens Marinelli, Walter Daguerre e Gabrielle Siqueira baseada na ideia original de Mariano Cohn e Gastón Duprat. A primeira temporada estreou em 21 de agosto de 2024 no streaming. Conta com atuações de Rodrigo Simas, Juliana Paes e Thomás Aquino nos papeis principais.
Entre 12 de setembro a 3 de outubro de 2024 a Rede Bandeirantes exibiu a série às 22h45 na sua programação. 

## Enredo
Serginho (Rodrigo Simas) e Raimundo (Thomás Aquino) são cúmplices em um esquema criminoso, trabalhando para a quadrilha liderada por Bruna (Juliana Paes) e assaltando turistas no Rio de Janeiro. Raimundo sonha em abandonar a vida de crimes e construir um futuro com sua namorada Marina (Larissa Nunes), mas Serginho, ambicioso e imprudente, o persuade a participar de um último grande golpe: roubar a própria chefe. Quando o assalto falha desastrosamente, Serginho mata acidentalmente Lara, a irmã de Bruna, e deixa Raimundo ferido e abandonado na cena do crime. Condenado e preso, Raimundo descobre que Serginho roubou sua vida e agora vive o sonho que ele havia planejado. Seis anos depois, Raimundo sai da prisão decidido a se vingar, enquanto Bruna também busca justiça pela morte da irmã, levando as vidas dos personagens por caminhos imprevisíveis e caóticos.

## Elenco
- Juliana Paes como Bruna Ferreira
- Rodrigo Simas como Sérgio Braga (Serginho)
- Thomás Aquino como Raimundo Vieira
- Larissa Nunes como Marina Braga
- Maria Bopp como Camila Trajano (Mila)
- Larissa Bocchino como Lara Ferreira
- Tatsu Carvalho como André Siqueira
- Otávio Müller como Uallace
- Larissa Bracher como Rafaela
- Murilo Sampaio como Rudison
- André Deca como Abílio